# Bargou
Bargou (àrab: بَرْقُو, Barqū) és una ciutat tunisiana, cap de la delegació o mutamadiyya homònima, a la governació de Siliana. Està situada 23 km a l'est de la ciutat de Siliana, al peu del mont Djebel Bargou i a poca distància de l'embassament d'El Akhmes. El 2014 el municipi tenia 4.916 habitants. És la capital de la delegació del mateix nom que té una superfície de 450 km² en una zona poc poblada.

## Economia
És coneguda per el conreu del blat.

## Administració
És el centre de la delegació o mutamadiyya homònima, amb codi geogràfic 24 60 (ISO 3166-2:TN-12), dividida en vuit sectors o imades:
- Bargou (24 60 51)
- Banlieue Bargou (24 60 52)
- Ouled Fredj (24 60 53)
- Sidi Saïd (24 60 54)
- Aïn Fourna (24 60 55)
- Aïn Bous Sâadia (24 60 56)
- Ed-Derija (24 60 57)
- El Behirin (24 60 58)

Al mateix temps, forma una municipalitat o baladiyya (codi geogràfic 24 19).